# 니시네촌 (야마가타현 니시오키타마군)
니시네촌(西根村)은 야마가타현 니시오키타마군에 있던 촌이다. 현재의 나가이시에 해당한다.

## 역사
- 1889년 4월 1일 - 정촌제 시행에 의해 4촌의 구역을 가지고 성립하였다.
- 1954년 11월 5일 -  나가이정, 나가이촌, 도요다촌, 히라노촌, 이사자와촌과 합병해 나가이시가 성립, 동일 니시네촌은 폐지되었다.

## 참고문헌
- 角川日本地名大辞典 6 山形県